# Мальсагов, Дзияудин Габисович
Дзияуди́н Га́бисович (Габишевич) Мальса́гов (1913, Чечня — 5 апреля 1994, Грозный) — чеченский юрист, историк, правозащитник, общественный деятель.

## Биография

### Ранние годы
Чеченец. Родился в 1913 году в селе Старый Ачхой. В 1915 году его отец был арестован за революционную деятельность.
После окончания школы Дзияудин стал учителем начальных классов. Впоследствии был назначен директором неполной средней школы Сунженского, а затем — Старопромысловского района.
Получил юридическое образование. С 1931 по 1937 годы работал прокурором, следователем, народным судьёй Курчалоевского и Шалинского районов. В 1937 году стал первым заместителем наркома юстиции Чечено-Ингушской АССР.

### Депортация
27 февраля 1944 года, по собственным словам, стал свидетелем трагедии в Хайбахе. В депортации получил должность первого заместителя председателя Талды-Курганского областного суда. В январе 1945 года он написал письмо о Хайбахской трагедии Сталину. В конце февраля того же года его за это письмо уволили с работы и предупредили, что после повторного письма его убьют.

### Восстановление республики
В 1956 году, после разоблачения культа личности Сталина, Мальсагов получил разрешение заняться адвокатской деятельностью. Менее чем через год он стал заместителем председателя Алма-Атинского суда.
В июле 1956 года в Алма-Ату приехал Н. С. Хрущёв. Мальсагов добился встречи с Хрущёвым и передал ему письмо, в котором была описана трагедия в Хайбахе. (До этого в 1953 году он писал письмо аналогичного содержания Маленкову.) Началось негласное расследование. Была создана комиссия, в которую вошли работники ЦК КПСС, прокуратуры и Совета Министров СССР. Было найдено большое число документов, найдены свидетели событий. Комиссия выехала в Хайбах и нашла документальные подтверждения произошедшего. Однако результаты расследования были засекречены и никогда не публиковались.
Из протокола допроса Д. Г. Мальсагова:
С Н. С. Хрущёвым я встретился в июле 1956 года, когда он приезжал в Алма-Ату. Хрущёв проводил совещание партактива в оперном театре. Я участвовал в работе этого совещания. Мне представилась возможность лично вручить ему заявление о геноциде чеченского народа в Хайбахе, Малхесты и других селах… Хрущёв пригласил в свою комнату, внимательно прочитал заявление и спросил у меня, знаю ли я, какая ответственность ложится на меня, если не подтвердятся изложенные в заявлении факты… Я сказал: “Нужно спросить Председателя КГБ СССР Серова и министра МВД СССР Круглова…”… После этой встречи с Н. С. Хрущёвым была создана комиссия по расследованию Хайбахского преступления во главе с ответственным работником ЦК КПСС Тикуновым… Тикунов приезжал в Казахстан, где я жил. Это было после моей встречи с Н. С. Хрущёвым… В 1956 году эта комиссия выехала в с. Хайбах, в бывшую Чечено-Ингушетию. При осмотре этого места участие принимал и я. При раскопках на месте бывшей конюшни сразу же обнаружили останки людей. Нашли много пуль и гильз от оружия, которым расстреливали чеченцев. Это расследование длилось свыше 6 месяцев. После была составлена справка по результатам расследования… Была проведена огромная работа, допрошены более ста человек.
В это время как раз обсуждался вопрос о возвращении чеченцев и ингушей на родину. У возвращения вайнахов было немало противников, в том числе в высших эшелонах власти, которые в своё время участвовали в проведении депортации. Вскрывшиеся факты поколебали их позиции.
Во время своей поездки по делу Хайбаха Мальсагов посетил своё село. Свой дом он нашёл разрушенным.
В декабре 1956 года был создан оргкомитет по восстановлению Чечено-Ингушетии. В его состав были включены, кроме Мальсагова, Муслим Гайрбеков, Тангиев, Яндиев, Тепсаев и другие видные представители чеченского и ингушского народов. Гайрабеков был руководителем организационного комитета, а Мальсагов его заместителем. 16 января 1957 года на его имя пришла правительственная телеграмма, в которой ему предлагалось вернуться в Грозный и начать работу по восстановлению Чечено-Ингушетии.
Чеченцы и ингуши за бесценок продавали свои дома и имущество, чтобы получить у чиновников разрешение выехать на родину, толпились на вокзалах, предлагая проводникам пачки денег, чтобы их посадили на поезд. Однако в Грозненской области, как называлась Чечено-Ингушетия после депортации вайнахов, многих не радовало их возвращение. Местное руководство во главе с первым секретарём обкома КПСС Александром Ивановичем Яковлевым всячески препятствовало этому.
Также сложным оказался вопрос восстановления территориальной целостности республики. Усилиями членов оргкомитета удалось добиться возвращения в её состав значительной части отторгнутых земель.
Его жена вспоминала:
Он ездил по районам, помогал возвращенцам с жильём, заботился об их трудоустройстве. Его редко можно было увидеть дома.
Чтобы нейтрализовать его бурную деятельность, его направили на учёбу в Москву слушателем в Высшую партийную школу при ЦК КПСС. Там он познакомился с диссидентами Алексеем Костериным и Сергеем Писаревым, сестрой и братьями известного революционера Николая Фёдоровича Гикало.
Во время пребывания в Москве занимался наукой — изучал в архивах и библиотеках документы по истории Гражданской войны на Тереке.
В то же время он внимательно следил за происходящим у себя на родине. Грозненские власти продолжали свою линию по саботажу восстановления республики. Тогда Мальсагов написал письмо в ЦК КПСС, где изложил факты, свидетельствующие о действиях местных органов власти. Из ЦК приехала комиссия. В кабинете Яковлева состоялось заседание, на котором присутствовал и Мальсагов. В результате бурного обсуждения была признана справедливость его критики местных властей.
После беспорядков в Грозном Яковлев был снят с должности. Мальсагов готовился к защите кандидатской диссертации, которая должна была состояться в мае 1959 года.

### Годы заключения
25 марта 1959 года Мальсагов был арестован по обвинению в антисоветской агитации и пропаганде. Он был объявлен организатором беспорядков, и Верховный суд Чечено-Ингушской АССР 30 сентября 1959 года приговорил его к 5 годам исправительно-трудовых лагерей.
После суда был отправлен в Тайшет, а оттуда в Мордовию. К нему, как к опытному юристу, за помощью обращались другие заключённые. Он написал за время пребывания в Мордовии более 300 заявлений от имени других заключённых. Он был очень уважаемым человеком в колонии. Его единогласно избрали председателем Совета коллектива колонии.
В тюрьме с ним случился сердечный приступ и он три месяца после него пролежал в больнице. Жена хотела добиться помилования для него, но он отказался:
Помилование — это признание моей вины. Я никакого преступления против партии и государства не совершал, мне нечего подавать ходатайство о помиловании. Я добиваюсь своей законной реабилитации.
Его семья осталась без средств к существованию. Его жена купила в комиссионном магазине печатную машинку и подрабатывала, набирая тексты. Но это был очень нестабильный доход. Семье Мальсаговых помогали Алексей Костерин, писатель Саидбей Арсанов и другие. После письма Костерина в ЦК КПСС Валентину Петровну взяли на завод лаборанткой.
Супруга Мальсагова окончила вечернее отделение историко-филологического факультета Чечено-Ингушского педагогического института и стала работать учительницей истории.

### После освобождения
Мальсагов был освобождён и реабилитирован в декабре 1963 года. После освобождения у него были проблемы с устройством на работу. Наконец нашёлся человек, который не побоялся взять его на работу — директор «Культторга» Мунаев.
В 1970—1980-х годах Мальсагов работал юрисконсультом, а затем — начальником управления мелиорации сельского хозяйства Чечено-Ингушетии. Заочно окончил сельскохозяйственный институт в Орджоникидзе.

### В годы перестройки

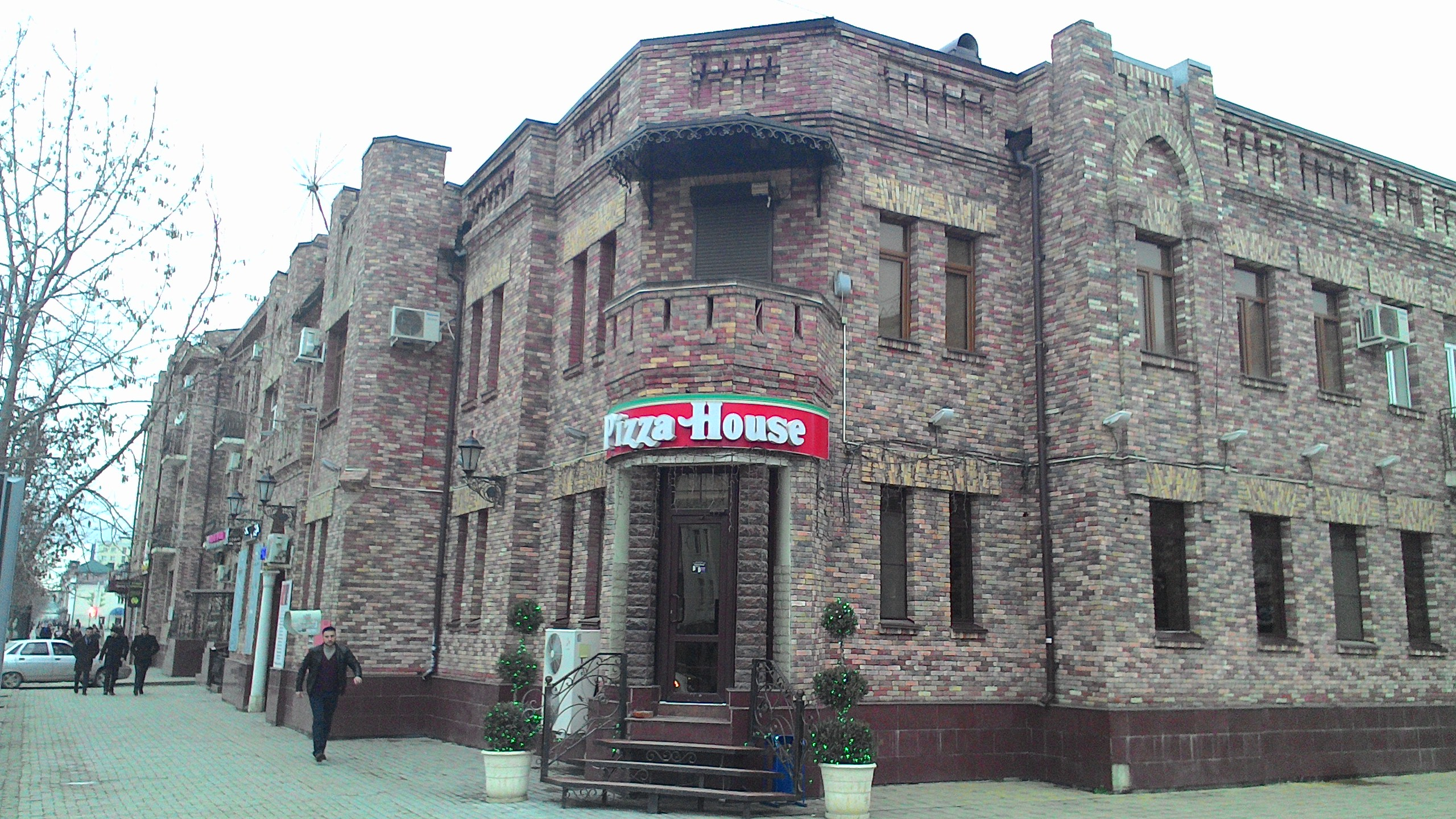
«Барский дом», в котором жила семья Мальсаговых

В феврале 1990 года он написал о событиях в Хайбахе. Эту статью на свой страх и риск опубликовал редактор газеты «Комсомольское племя» Руслан Сагаев. Но после того, как о статье узнали в обкоме партии, тираж был изъят из киосков. Те номера, что люди успели купить, они передавали из рук в руки, снимали копии и переписывали.
Последние годы Мальсагов долго и тяжело болел. Несколько раз имел беседы с Джохаром Дудаевым, пытаясь убедить его в порочности избранного им пути. Скончался 5 апреля 1994 года.

## Память
Память о Д. Г. Мальгасове связана с его деятельностью по восстановлению ЧИАССР. В 2010 году в Грозном на Всероссийской научно-практической конференции, посвященной 65-летию Победы в Великой Отечественной войне, был сделан доклад, посвящённый роли Д. Г. Мальсагова в восстановлении ЧИАССР.

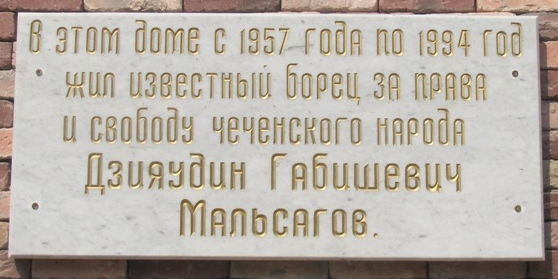
Мемориальная доска на доме, в котором проживал Дзияудин Мальсагов

В 1998 году на фасаде так называемого «Барского дома», в котором жил Дзияудин Мальсагов, была установлена мемориальная доска в его честь. В годы второй чеченской войны она была уничтожена. Усилиями его вдовы 7 августа 2012 года мемориальная доска была установлена вновь. Новую доску сделал сын мастера, сделавшего первую мемориальную доску.
До начала боевых действий в Грозном была улица имени Мальсагова (ныне Дагестанская).
Дзияудин Мальсагов является одним из действующих лиц фильма «Приказано забыть», посвящённого событиям в Хайбахе.

## Семья
От первого брака у Мальсагова была дочь Зоя, которая стала впоследствии известным в республике врачом. Второй женой была Мальсагова Нура, в браке с которой родилась дочь Любовь. Третья жена Валентина Петровна. В этом браке у них родились два сына — Замбек и Алик. В августе 1996 года младший сын стал жертвой боевых действий в Грозном. Валентина Петровна проживает в Грозном, в «Барском доме», в котором жила с мужем с 1957 года. Дети Зоя и Замбек живут за рубежом. Дочь Люба проживает в городе Грозном.